# Thomas Berger (romancier)
Thomas Louis Berger (n. 20 iulie 1924, Cincinnati, Ohio – d. 13 iulie 2014 la Nyack, New York) este un romancier american. Este probabil cel mai bine cunoscut pentru romanul său picaresc Little Big Man care a fost adaptat în filmul omonim din 1970 de Arthur Penn cu Dustin Hoffman și Faye Dunaway în rolurile principale.

## Lucrări

### Romane
- Crazy in Berlin (1958)
- Reinhart in Love (1962)
- Little Big Man (1964)
- Killing Time (1967)
- Vital Parts (1971)
- Regiment of Women (1973)
- Sneaky People (1975)
- Who is Teddy Villanova? (1977)
- Arthur Rex: A Legendary Novel (1978)
- Neighbors (1980)
- Reinhart's Women (1981)
- The Feud (1983)
- Nowhere (1985)
- Being Invisible (1987)
- The Houseguest (1988)
- Changing the Past (1989)
- Orrie's Story (1990)
- Meeting Evil (1992)
- Robert Crews (1994)
- Suspects (1996)
- The Return of Little Big Man (1999)
- Best Friends (2003)
- Adventures of the Artificial Woman (2004)

### Povestiri
- Granted Wishes: Three Stories (1984)
- mai multe povestiri necolecate au apărut în reviste ca American Review, Gentleman's Quarterly, Saturday Evening Post, Playboy sau Harper's.

### Piese de teatru
- Other People (1970)
- Rex, Rita, and Roger (1970)
- The Siamese Twins (1971)
- At the Dentist's (1981)
- The Burglars (1988)